# Nicolas Brion
Isidore-Hippolyte-Nicolas Brion, conocido habitualmente como Nicolas Brion, fue un escultor francés del siglo XIX, nacido en París, el 18 de diciembre de 1799, y fallecido en París, el 24 de octubre de 1863, a los 63 años de edad. Era hijo del gran escultor ebanista Pierre-Gaston Brion. 

## Datos biográficos
Siguió los pasos de su padre del que recibió su formación inicial, completada en la École nationale supérieure des beaux-arts, con el célebre barón François-Joseph Bosio, del que probablemente fue el más dotado de sus alumnos. Admitido dos veces para el Premio de Roma, tuvo que renunciar por motivos de salud. 
Está enterrado en el cementerio del Père-Lachaise en París.

## Obras
Entre sus obras se encuentra el busto tallado en mármol del almirante de Francia Anne, duque  de Joyeuse, que se conserva en la Galería de las Batallas del Palacio de Versailles.
Participó junto a Jean-François-Théodore Gechter, François Gaspard Aimé Lanno y Honoré-Jean-Aristide Husson, en la realización del grupo central de la Fuente de los Ríos, instalada en la Plaza de la Concordia de París. El conjunto está formado por las figuras alegóricas de la Recolección de Frutas, la Industria, la Navegación y la Agricultura.

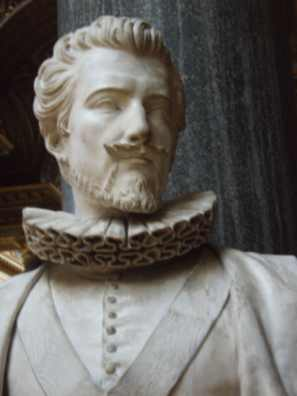
Busto de Anne de Joyeuse
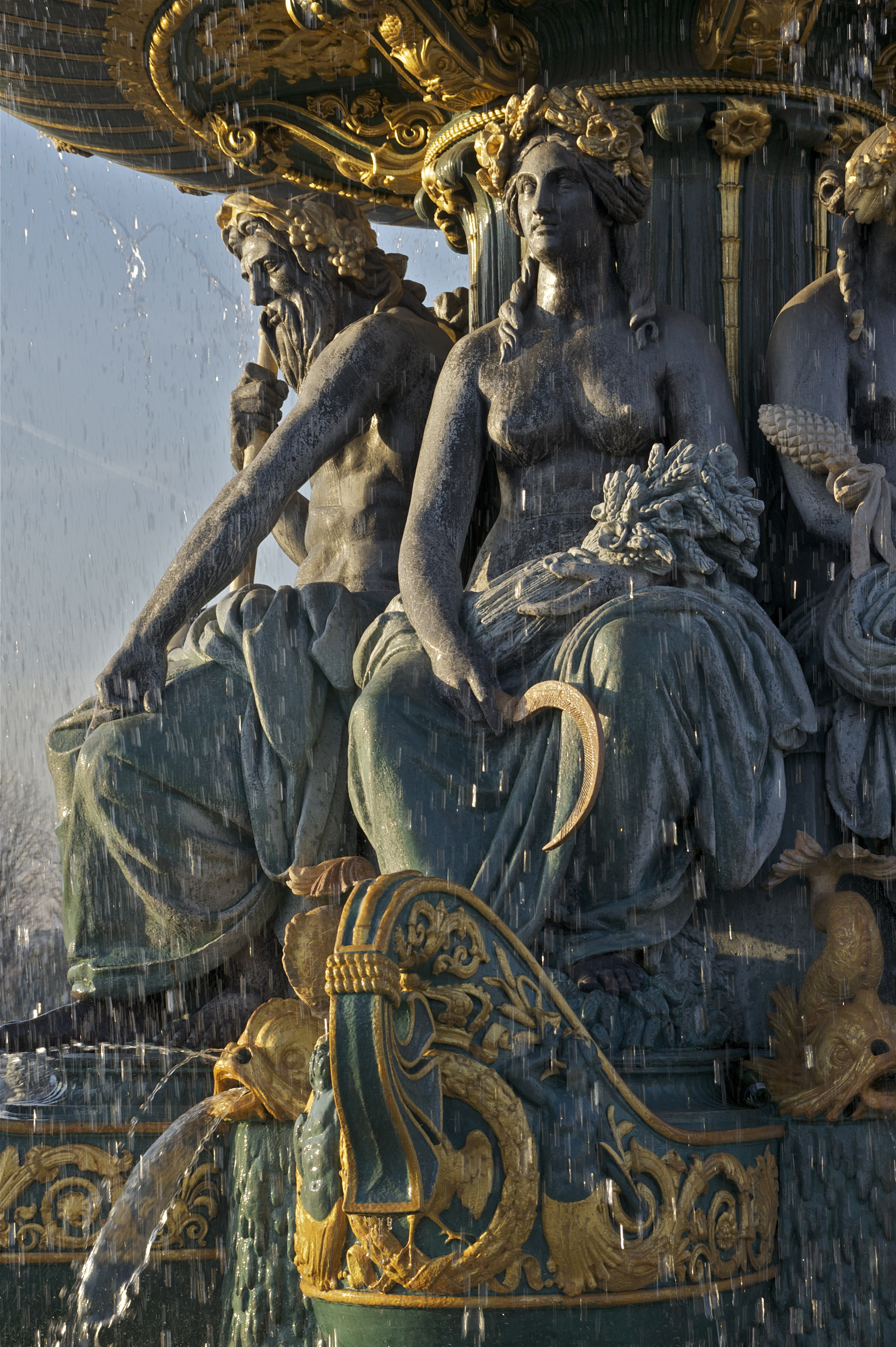
Grupo central de la Fontaine des Fleuves